# Kanada na Mistrzostwach Świata w Lekkoatletyce 2009
Kanada na Mistrzostwach Świata w Lekkoatletyce 2009 – reprezentacja Kanady podczas czempionatu w Berlinie liczyła 29 zawodników. Zdobyła 1 medal srebrny (Priscilla Lopes-Schliep w biegu na 100 m przez płotki). W klasyfikacji punktowej zajęła 27. miejsce z 12 pkt.

## Medale
- Priscilla Lopes-Schliep –  srebrny medal w biegu na 100 m przez płotki

## Występy reprezentantów Kanady

### Mężczyźni
| Konkurencja                   | Zawodnik                                                            | Eliminacje | Eliminacje | Ćwierćfinał   | Ćwierćfinał   | Półfinał      | Półfinał      | Finał         | Finał         |
| Konkurencja                   | Zawodnik                                                            | Wynik      | Poz.       | Wynik         | Poz.          | Wynik         | Poz.          | Wynik         | Poz.          |
| ----------------------------- | ------------------------------------------------------------------- | ---------- | ---------- | ------------- | ------------- | ------------- | ------------- | ------------- | ------------- |
| Bieg na 100 m                 | Bryan Barnett                                                       | 10,42      | 40.        | Nie awansował | Nie awansował | Nie awansował | Nie awansował | Nie awansował | Nie awansował |
| Bieg na 200 m                 | Sam Effah                                                           | 20,80      | 14.        | 20,97         | 25.           | Nie awansował | Nie awansował | Nie awansował | Nie awansował |
| Bieg na 200 m                 | Gavin Smellie                                                       | 20,71      | 9.         | 21,27         | 28.           | Nie awansował | Nie awansował | Nie awansował | Nie awansował |
| Bieg na 200 m                 | Jared Connaughton                                                   | 20,82      | 18.        | DQ            |               | Nie awansował | Nie awansował | Nie awansował | Nie awansował |
| Bieg na 800 m                 | Gary Reed                                                           | 1:45,76    | 1.         |               |               | 1:45,50       | 8.            | Nie awansował | Nie awansował |
| Bieg na 1500 m                | Nathan Brannen                                                      | 3:38,35    | 7.         |               |               | 3:38,97       | 20.           | Nie awansował | Nie awansował |
| Maraton                       | Reid Coolsaet                                                       |            |            |               |               |               |               | 2:16:53 PB    | 25.           |
| Maraton                       | Dylan Wykes                                                         |            |            |               |               |               |               | 2:18:00 SB    | 33.           |
| Maraton                       | Andrew Smith                                                        |            |            |               |               |               |               | 2:24:48       | 53.           |
| Maraton                       | Giitah Macharia                                                     |            |            |               |               |               |               | 2:25:40 SB    | 56.           |
| Bieg na 3000 m z przeszkodami | Rob Watson                                                          | 8:44,73    | 30.        |               |               |               |               | Nie awansował | Nie awansował |
| Sztafeta 4 x 100 m            | Sam Effah Oluseyi Smith Jared Connaughton Bryan Barnett Hank Palmer | 38,60 SB   | 6.         |               |               |               |               | 38,39         | 5. SB         |

| Konkurencja    | Zawodnik        | Kwalifikacje | Kwalifikacje | Finał         | Finał         |
| Konkurencja    | Zawodnik        | Wynik        | Poz.         | Wynik         | Poz.          |
| -------------- | --------------- | ------------ | ------------ | ------------- | ------------- |
| Pchnięcie kulą | Dylan Armstrong | 19,86        | 17.          | Nie awansował | Nie awansował |

### Kobiety
| Konkurencja                | Zawodniczka                                               | Eliminacje | Eliminacje | Półfinał       | Półfinał       | Finał          | Finał          |
| Konkurencja                | Zawodniczka                                               | Wynik      | Poz.       | Wynik          | Poz.           | Wynik          | Poz.           |
| -------------------------- | --------------------------------------------------------- | ---------- | ---------- | -------------- | -------------- | -------------- | -------------- |
| Bieg na 200 m              | Adrienne Power                                            | 23,38      | 25.        | Nie awansowała | Nie awansowała | Nie awansowała | Nie awansowała |
| Bieg na 400 m              | Esther Akinsulie                                          | 53,21      | 25.        | Nie awansowała | Nie awansowała | Nie awansowała | Nie awansowała |
| Maraton                    | Tara Quinn-Smith                                          |            |            |                |                | 2:39:19 SB     | 36.            |
| Bieg na 100 m przez płotki | Priscilla Lopes-Schliep                                   | 12,58      | 1.         | 12,60          | 4.             | 12,54          | 2.             |
| Bieg na 100 m przez płotki | Perdita Felicien                                          | 12,77      | 6.         | 12,58          | 3.             | 15,53          | 8.             |
| Bieg na 100 m przez płotki | Angela Whyte                                              | 13,27      | 25.        | Nie awansowała | Nie awansowała | Nie awansowała | Nie awansowała |
| Sztafeta 4 x 400 m         | Esther Akinsulie Adrienne Power Jenna Martin Carline Muir | 3:29,17 SB | 6.         |                |                | Nie awansowała | Nie awansowała |
| Chód na 20 km              | Rachel Lavallée                                           |            |            |                |                | 1:45:45        | 35.            |

| Konkurencja   | Zawodniczka     | Kwalifikacje | Kwalifikacje | Finał          | Finał          |
| Konkurencja   | Zawodniczka     | Wynik        | Poz.         | Wynik          | Poz.           |
| ------------- | --------------- | ------------ | ------------ | -------------- | -------------- |
| Skok o tyczce | Kelsie Hendry   | 4,40         | 16.          | Nie awansowała | Nie awansowała |
| Skok w dal    | Ruky Abdulai    | 6,45         | 15.          | Nie awansowała | Nie awansowała |
| Skok w dal    | Alice Falaiye   | 6,09         | 34.          | Nie awansowała | Nie awansowała |
| Rzut młotem   | Sultana Frizell | 70,98        | 8.           | 70,88          | 10.            |
| Rzut młotem   | Jennifer Joyce  | 67,07        | 23.          | Nie awansowała | Nie awansowała |
| Siedmiobój    | Brianne Theisen |              |              | 5949           | 15.            |